# Трибосфениды
Трибосфениды (лат. Tribosphenida, от греч. трибо — растираю, сфено — режу) — в альтернативной расширенной классификации клада (инфралегион) живородящих млекопитающих, имеющих трибосфенические зубы, способные как разрезать, так и растирать пищу, причём трущая поверхность зубов располагается за режущей. Входит в кладу (подлегион) затериев. К трибосфенидам относятся все современные млекопитающие кроме ехидны и утконоса.

## Классификация по McKenna & Bell (1997)
- Класс млекопитающие (Mammalia)
  - Подкласс териообразные (Theriiformes)
    - Инфракласс голотерии (Holotheria)
      - Надлегион трехнотерии (Trechnotheria)
        - Легион кладотерии (Cladotheria)
          - Подлегион затерии (Zatheria)
            - Инфралегион трибосфениды (Tribosphenida)
              -                 - Род † Ambondro
                - Род † Hypomylos
                - Род † Montanalestes
                - Род † Tribactonodon
                - Семейство † Necrolestidae

              - Надкогорта † Aegialodontia
              - Надкогорта терии (Theria)
                - Когорта плацентарные (Placentalia)
                - Когорта сумчатые (Marsupialia)

## Классификация по Wang, Clemens, Hu & Li (1998)
- Cladotheria
  - †Butlerigale
  - †Dryolestoidea
  - †Amphitheriida
    - †Amphitherium

  - Zatheria
    - †Arguitherium
    - †Arguimus
    - †Nanolestes
    - †Vincelestes
    - †Peramura
    - Tribosphenida